# Coenagrion tengchongensis
Coenagrion tengchongensis là một loài chuồn chuồn kim trong họ Coenagrionidae.
Coenagrion tengchongensis được miêu tả khoa học năm 2007 bởi Yu & Bu.